# Yukawa Hideki
Yukawa Hideki ForMemRS FRSE (湯川 秀樹 Yukawa Hideki, 23 Tháng 1 năm 1907 – 8 Tháng 9 năm 1981) là một nhà vật lý lý thuyết người Nhật Bản và là người Nhật đầu tiên được trao giải Nobel.

## Tiểu sử
Yukawa sinh tại Tokyo, Nhật Bản. Năm 1929, sau khi nhận bằng tốt nghiệp trường Đại học Kyoto, ông trở thành giảng viên đại học trong 4 năm. Sau khi tốt nghiệp, Yakawa trở nên đam mê với vật lý lý thuyết, đặc biệt là lý thuyết về hạt sơ cấp. Năm 1932, ông kết hôn với Sumi (スミ, Sumi?) và có hai người con, Harumi và Takaaki. Năm 1933, ở tuổi 26, ông trở thành giảng viên tại Đại học Osaka.
Năm 1935, ông cho xuất bản lý thuyết về hạt meson, trong đó giải thích về sự tương tác giữa các hạt proton và neutron tại Đại học Osaka, đây là một phát hiện có tầm ảnh hưởng to lớn về hạt sơ cấp.
Năm 1938, ông nhận bằng Tiến sĩ tại Đại học Osaka cho những dự đoán của ông về sự tồn tại của meson và công trình lý thuyết của ông về bản chất của lực hạt nhân. Những thành tựu nghiên cứu này là lý do sau này ông được trao Giải Nobel Vật lý.
Năm 1940, Yukawa trở thành giáo sư tại Đại học Kyoto. Năm 1940 ông dành Giải thưởng đế quốc học viện Nhật Bản. Năm 1943, ông nhận huân chương danh dự văn hóa của chính phủ Nhật. Năm 1949, ông trở thành giáo sư tại Đại học Columbia, cùng năm đó thì ông giành được giải Nobel vật lý sau khám phá của Cecil Powell dựa trên những dự đoán về pion của Yukawa năm 1947. Yukawa cũng là người dự đoán về sự bắt điện tử.
Yakawa trở thành chủ tịch đầu tiên của Viện vật lý lý thuyết Yakawa năm 1953. Ông cũng từng nhận được bằng tiến sĩ honoris causa của Đại học Paris và ông là thành viên danh dự của Hội Hoàng gia Edinburgh, Học viện Khoa học Ấn Độ, Học viện Triết học và Khoa học quốc tế và Pontificia Academia Scientiarum.
Ông là người biên tập cuốn Progress of Theoretical Physics và cho xuất bản các bài báo Introduction to Quantum Mechanics (1946) và Introduction to the Theory of Elementary Particles (1948).
Năm 1955, Yakawa cùng 10 nhà khoa học hàng đầu khác đã cùng nhau ký vào Bản tuyên ngôn Russell-Einstein, kêu gọi sự giải trừ vũ khí hạt nhân.